# Debeli Rtič
Debeli Rtič (en italiano: Punta Grossa) es un cabo del norte del Mar Adriático, cerca de la frontera entre Eslovenia e Italia. Se encuentra al noroeste de la ciudad eslovena de Ankaran, y al oeste de la ciudad italiana de Muggia.
El nombre (tanto en esloveno como en italiano) significa literalmente "punta gruesa" .
El cabo es un parque natural en el que, como tal, está prohibido construir. Allí se hallan algunas acumulaciones de sal.